# Басов проток
Басовият проток (на английски: Bass Strait) е морски проток, отделящ остров Тасмания от континентална Австралия, свързващ Тихия океан (Тасманово море) на изток с Индийския океан (Големия австралийски залив) на запад. Дължината му е 500 km, минималната му ширина е 224 km, средната му дълбочина е 60 m, а максималната – 155 m. на западния му вход е разположен големия остров Кинг, а на източния – групата острови Фюрно, отделени от остров Тасмания, чрез вторичния проток Банкс. През басовия проток преминава постоянно морско течение от запад на изток. На северното му крайбрежие на брега на великолепния залив Порт Филип е разположен втория по големина австралийски град Мелбърн
Международната хидрографска организация определя границите на протока така: на запад граничи с Големия австралийски залив, а на изток граничи с Тасманово море. Някои институции считат протока за част от Тихия океан, докато други го приемат за част от Индийския океан. Австралийската хидрографска служба не го счита за част от Южния океан, а твърди, че е разположен в Тасманово море.

## Откриване и изследване
Аборигенните тасманийци пристигат в Тасмания преди около 40 000 години, преминавайки провлак през последната ледникова епоха. Морското равнище се покачва преди около 8000 години, образувайки Басовия проток и оставяйки ги изолирани от останалата част на Австралия. На база записаните езикови групи, настъпили са поне три последователни вълни на аборигенно заселване.
Протокът вероятно е забелязан от Абел Тасман, когато той открива и картографира източния бряг на Тасмания през 1642 г. На 5 декември Тасман следва източното крайбрежие на север, за да види докъде стига. Когато сушата завива на северозапад при нос Едистоун, той се опитва да я следва, но корабите му са внезапно ударени от ветровете на „Ревящите четиридесет“, преминаващи през Басовия проток. Тасман по това време е на мисия да намери южния континент, а не му се занимава с повече острови, затова рязко се обръща на изток и продължава с търсенето на континента.
Следващият европеец, който пристига в протока, е Джеймс Кук през април 1770 г. Талантливият хидрограф веднага идентифицира протока, но знае, че трябва да го скрие. По това време той работи в период на интензивно съперничество между Великобритания и Франция. Адмиралтейството на Великобритания издава обичайните си устни инструкции да се крият стратегически важните открития, които биха могли да станат риск за сигурността, като например крайбрежни острови, от които биха могли да се предприемат вражески действия. Впоследствие Кук прикрива откритието си чрез загадка в дневника си, а на картата си начертава завеса върху протока, скицирайки фалшива брегова линия до измислена точка. Този ход на Кук е успешен и островното положение на Тасмания остава неразкрито в продължение на още три десетилетия. Когато през 1798 г. новините относно откритието на Басовия проток достигат Европа, правителството на Франция изпраща разузнавателна експедиция начело с Никола-Тома Боден. Това кара губернаторът на Нов Южен Уелс Филип Кинг да изпрати два кораба от Сидни към острова, където да се установи гарнизон на територията на днешния град Хобарт.
Протокът е наименуван в чест на Джордж Бас, след като той пръв преминава през него заедно с Матю Флиндърс в хода на обиколка на Тасмания през 1798 – 1799 г. Въпреки бурните води на протока, той предоставя по-безопасен преход за корабите, пътуващи от Европа или Индия към Сидни в началото на 19 век. Освен това той им спестява около 1300 km път.
Силните течения между югоизточните части на Индийския океан и Тасманово море пораждат мощни вълни в протока. Бреговете му са осеяни с останките на стотици кораби от 19 век. Някои от тях са особено големи и изчезват без следа в протока. Такива изчезвания се приписват на опасната комбинация от вятър, бурни морски условия и многобройни подводни скали и рифове.